# ヨハン・フランク
ヨハン・フランク（Johann Franck,1618年 - 1677年）はドイツの弁護士であり詩人。信仰者の魂と救い主の合体を中心的思想とする讃美歌を多数作詞した。17世紀ドイツの有名な讃美歌作家。
プロシアのブランデンブルクのグーベンに生まれた。グーベン市の市会議員であった父の死後、叔父の養子になる。1638年ケーニヒスベルク大学法学部を卒業した。在学中に、詩学の教授、ジモン・ダッハに師事して作詞の技術を磨いた。
1640年母の希望によって、生まれ故郷に帰った。1645年に弁護士を開業するが、弁護士と共に詩人としても知られるようになる。1661年地方議員に選出される。1671年ラウジッツの議会議員になった。1677年のフランクの死後に、110の讃美歌が出版された。当時は、パウル・ゲルハルトに次ぐ詩人であった。